# Клоний (сын Алектора)
Клоний (др.-греч. Κλονίος) — персонаж древнегреческой мифологии Сын Алектора и Клеобулы, внук Итона, брат Леита. Вождь беотийцев под Троей. Привёл под Трою 9 кораблей. Убит Агенором.